# Clark Kent (TV-serie)
Clark Kent var en TV-serie i tre entimmeslånga avsnitt som sändes i Sveriges Television med start den 7 januari 1988. Regissör var Lars Egler och medverkade gjorde bland andra Gösta Engström, Ewa Fröling och Mona Seilitz. Ledmotivet "Det kan aldrig bli för sent" skrevs av Billy Gezon. Serien byggde på romanen med samma namn, skriven av Magnus Lind, och TV-manuset skrevs av Lars Björkman. Från och med vecka nio 2015 kan serien ses på SVT:s tjänst "Öppet arkiv" på svt.se

## Handling
Henry lovar en gammal bekant, Marie, att inför hennes födelsedag återförena sitt gamla rockband Clark Kent från studenttiden. Alla de övriga ställer upp. Henry får blodad tand och lockar med de övriga på en sommarturné i Sverige. Turnén sätter Henrys redan ansträngda förhållande med Jeanette på prov.

## Medverkande
- Gösta Engström - Henry
- Peder Falk - Jens
- Ewa Fröling - Jeanette
- Anneli Martini - Sylvia
- Mona Seilitz - Marie
- Magnus Nilsson - Hasse
- Ted Ström - Ebbe
- Lars Amble - Ola
- Gösta Krantz - Brage, chaufför
- Marie Richardson - Anna-Maria
- Arja Saijonmaa - Helene
- Cia Soro - Agnes
- Tjadden Hällström - Rutger, chefen på Auktionshuset
- Ulf Johanson - Adolf, medarbetare på Auktionshuset
- Pia Oscarsson - Berit
- Marika Lindström - en kund på Auktionshuset
- Lena Nilsson - Lisa
- Allan Svensson - Hugo
- Claes Månsson - Bergström
- Laila Westersund - Greta
- Axel Düberg
- Sara Key
- Hans Dahlin
- Inga-Lill Andersson
- Irma Schultz Keller